# جالکوت زیرین
جالکوت زیرین (به انگلیسی: Kuz Jalkot) یک منطقهٔ مسکونی در پاکستان است که در خیبر پختونخوا واقع شده‌است.